# آندرسون ریبریو
آندرسون ریبریو (به پرتغالی: Anderson Ribeiro Mende) مهاجم اهل برزیل است که در شهر پورتو الگره و در تاریخ ۲ ژوئیهٔ ۱۹۸۱ به دنیا آمده‌است.
آندرسون ریبریو در تیم‌های فوتبال FC Arsenal Kharkiv سابقهٔ حضور دارد.